# Cacheu
Cacheu je město v severozápadní části Guineje-Bissau. Leží na stejnojmenné řece a je to hlavní město stejnojmenného regionu. Podle sčítání z roku 2009, ve městě žije 9 882 obyvatel. Název Cacheu v překladu znamená "místo, kde odpočíváme".

## Historie

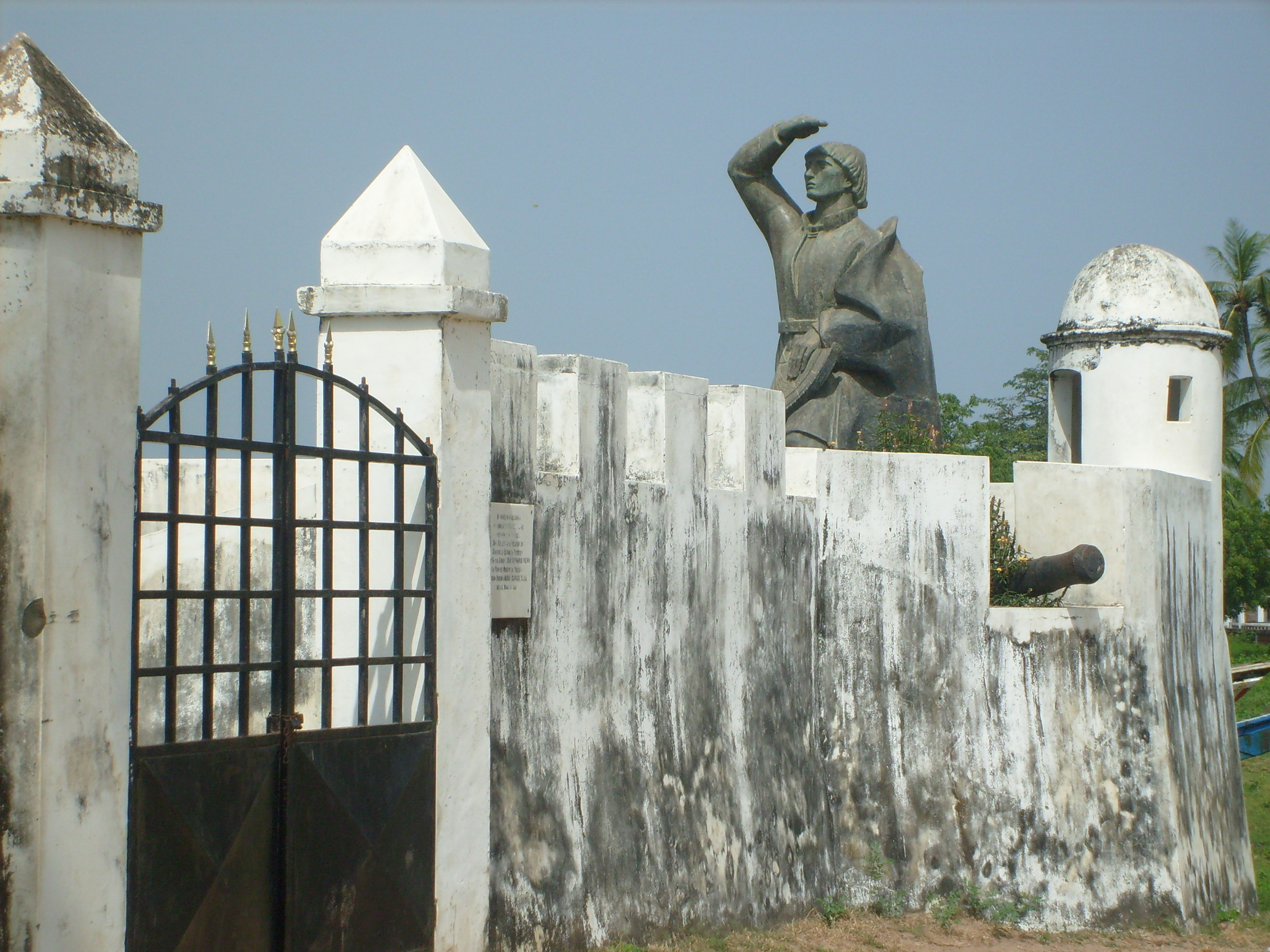
Pevnost v Cacheu

Cacheu byla jedna z prvních Evropany kolonizovaných osad v subsaharské Africe díky své výhodné poloze na řece Cacheu. Město se rozrostlo na konci 15. století. Do města přijížděli kapverdští a portugalští obchodníci a cestovatelé. Portugalská vláda také do města posílala degredados (lidé poslaní do exilu).
Významné budovy, včetně Portugalci postavené pevnosti, pocházejí z 16. století, kdy bylo Cacheu centrem pro obchod s otroky, jímž zůstalo i během 17. a 18. století.

## Partnerská města
- Lisabon, Portugalsko